# Agrilus tschitscherini
Agrilus tschitscherini es una especie de insecto del género Agrilus, familia Buprestidae, orden Coleoptera.
Fue descrita científicamente por Semenov, 1895.